# Ново-Александровка (Крым)
Ново-Александровка (укр. Ново-Олександрівка, крымскотат. Novo-Aleksandrovka) — упразднённое село в Симферопольском районе Крыма, включённое в состав села Софиевка, сейчас — южная часть села.

## История
Впервые в доступных источниках селение встречается на карте 1836 года, на которой в русской деревне Александровская 10 дворов, а на карте 1842 года обозначена условным знаком «малая деревня», то есть, менее 5 дворов, но с церковью. По «Списку населённых мест Таврической губернии по сведениям 1864 года», составленному по результатам VIII ревизии 1864 года, Александровка большая (или Сарабуз) — владельческое русское сельцо с 9 дворами, 47 жителями и православной церковью при рекѣ Большомъ Салгирѣ. Натрёхверстовой карте 1865—1876 года обозначена, как русская деревня Александровская с 7 дворами, но в «Памятной книге Таврической губернии 1889 года» не записана.
После земской реформы 1890-х годов деревню передали в состав новой Подгородне-Петровской волости. По «…Памятной книжке Таврической губернии на 1892 год», согласно которой в сельце Александровка, входившем Сарабузское сельское общество Подгородне-Петровской волости Симферопольского уезда, числилось 54 жителя в 8 домохозяйствах. На подробной карте 1894 года деревня обозначена с 12 дворами и русским населением. По «…Памятной книжке Таврической губернии на 1902 год» в сельце Александровке, входившем в Сарабузское сельское общество, числилось 56 жителей в 8 домохозяйствах. На 1914 год в селении действовала земская школа. Согласно Статистическому справочнику Таврической губернии. Ч.II-я. Статистический очерк, выпуск шестой Симферопольский уезд, 1915 год, в деревне Александровка Подгородне-Петровской волости Симферопольского уезда числилось 10 дворов с русским населением в количестве 35 человек приписных жителей и 6 — «посторонних», из которых 22 мужчины и 19 женщин. Жители владели 22 десятинами удобной земли. В хозяйствах имелось 2 лошади 2 коровы..
После установления в Крыму Советской власти, по постановлению Крымревкома от 8 января 1921 года была упразднена волостная система и село включили в состав Сарабузского района Симферопольского уезда, а в 1922 году уезды получили название округов. 11 октября 1923 года, согласно постановлению ВЦИК, в административное деление Крымской АССР были внесены изменения, в результате которых был ликвидирован Сарабузский район и образован Симферопольский и Ново-Александровку включили в его состав. Согласно Списку населённых пунктов Крымской АССР по Всесоюзной переписи 17 декабря 1926 года, в селе Ново-Александровка, центре Ново-Александровского сельсовета Симферопольского района, числилось 32 двора, из них 29 крестьянских, население составляло 140 человек, из них 40 русских, 66 украинцев, 1 белорусов, по 6 болгар и греков, 2 немцев, действовала русская школа.
В 1944 году, после освобождени Крыма от фашистов, 12 августа 1944 года было принято постановление № ГОКО-6372с «О переселении колхозников в районы Крыма» и в сентябре 1944 года в район приехали первые новоселы (214 семей) из Винницкой области, а в начале 1950-х годов последовала вторая волна переселенцев из различных областей Украины. С 25 июня 1946 года Софиевка в составе Крымской области РСФСР, а 26 апреля 1954 года Крымская область была передана из состава РСФСР в состав УССР.
Решением облисполкома от 10 августа 1954 года, Ново-Александровский сельсовет был присоединён к Соловьевскому, который, в свою очередь, в 1958 году был включён (в связи с объединением сёл) в Укромновский. Видимо, тогда же, Ново-Александровку передали в Гвардейский поссовет, поскольку на 1960 год в нём уже числился.Указом Президиума Верховного Совета УССР «Об укрупнении сельских районов Крымской области», от 30 декабря 1962 года Симферопольский район был упразднён и село присоединили к Бахчисарайскому. 1 января 1965 года, указом Президиума ВС УССР «О внесении изменений в административное районирование УССР — по Крымской области», вновь включили в состав Симферопольского. В период с 1968 до 1977 года Ново-Александровка была присоединена к Софиевке.

### Динамика численности населения
- 1864 год — 9 чел.[7]
- 1892 год — 54 чел.[10]
- 1900 год — 56 чел.[12]
- 1915 год — 35/6 чел.[14][28]
- 1926 год — 140 чел.[18]